# Seznam nizozemskih kolesarjev
Seznam nizozemskih kolesarjev.

## A
- Jesper Asselman

## B
- Dylan van Baarle
- Cees Bol
- Daan Boole
- Lars Boom
- Theo Bos
- Koen Bouwman
- Lucinda Brand
- Anna van der Breggen
- Erik Breukink

## C
- Stef Clement

## D
- Laurens ten Dam
- Ellen van Dijk
- Lenie Dijkstra
- Evert Dolman
- Maarten Ducrot
- Tom Dumoulin

## E
- Nils Eekhoff
- Jos van Emden

## G
- Robert Gesink
- Dylan Groenewegen

## H
- Lars van der Haar
- Erik-Jan Hennis
- Moreno Hofland
- Johnny Hoogerland
- Amber van der Hulst

## J
- Fabio Jakobsen
- Maarten de Jonge

## K
- Gerben Karstens
- Martijn Keizer
- Wilco Kelderman
- Rudie Kemna
- Roxane Knetemann
- Monique Knol
- René Kos
- Michel Kreder
- Raymond Kreder
- Wesley Kreder
- Karsten Kroon
- Steven Kruijswijk
- Hendrikus Kuiper

## L
- Sebastian Langeveld
- Pim Ligthart
- Nick van der Lijke
- Bert-Jan Lindeman
- André Looij

## M
- Floortje Mackaij
- Marco Minnaard
- Pleuni Möhlmann
- Bauke Mollema

## O
- Sam Oomen

## P
- Amy Pieters
- René Pijnen
- Mathieu van der Poel
- Twan Poels
- Wout Poels

## R
- Jan Raas
- Steven Rooks

## S
- Tom-Jelte Slagter

## T
- Niki Terpstra

## V
- Aart Vierhouten
- Annemiek van Vleuten
- Demi Vollering

## W
- Pieter Weening
- Dennis van Winden
- Peter Winnen
- Wouter Wippert

## Z
- Leontien van Moorsel Zijlaard
- Joop Zoetemelk